# 카르티에 생제르맹데프레
카르티에 생제르맹데프레(프랑스어: Quartier Saint-Germain-des-Prés)는 프랑스 파리 6구에 자리잡은 파리의 24번째 행정 카르티에로, 렌가의 끝에서, 생제르맹데프레 수도원 주변을 일컫는 구역이다. 이 구역의 거주민은 "제르마노프라탱"(Germanopratins)으로 불린다.

## 역사

### 20세기 중엽: 문학계의 중심
1921년부터 1950년대 말까지, 서점 "르 디방"은 같은 이름의 문예지를 출간하였는데, 스탕달주의자의 왕으로 불린 앙리 마르티노가 운영했다. 이 서점은 카르티에 생제르맹데프레에 있는 보나파르트가와 아베유가 교차로에 위치하였다. 당대, 생제르맹데프레는 한 마을이었다.
제2차 세계 대전 이후, 카르티에 생제르맹데프레는 마르그리트 뒤라스 (및 생브누아가 그룹), 장폴 사르트르, 시몬 드 보부아르 등과 함께, 또한 쥘리에트 그레코 (및 레오 페레 역시) 등으로 상징되는 "센 강 좌안" 음악과 함께, 또한 장뤽 고다르나 프랑수아 트뤼포같은 영화인들과 함께, 뿐만 아니라 자크 프레베르같은 시인이나 알베르토 자코메티, 베르나르 캉탱과 같은 예술가들과 함께 파리 문화계와 지식계의 명소가 되었다. 예술가들은 항상 이곳을 거닐며, 카페 레 되 마고나 카페 드 플로르의 향취에 젖었다. 브라스리 리프에서는 저널리스트, 배우, 정치인들이 만남을 가졌다.
주요 출판사(갈리마르, 르 쇠유, 그라세)들은 이 구역에 본사를 두었다. 철학자, 작가, 배우, 음악가들은 나이트클럽(이곳에서 프랑스 비밥이 나왔다)에서, 또한 보리스 비앙, 자노 므리와 재즈광들이 드나들며 실존주의 철학이 미국 재즈와 공존하던 렌가의 지하실의 브라스리에서 한데 어울렸다. 이곳이 파리의 남성 동성애 주요 사교 장소로 된 것 역시 1950년대였다.